# Венгеровський Юрій Наумович
Ю́рій Нау́мович Венгеро́вський (26 жовтня 1938, Харків — 4 грудня 1998, Бєлгород, Росія) — український радянський волейболіст, олімпійський чемпіон. Майстер спорту міжнародного класу (1965), Заслужений майстер спорту СРСР (1965). Перший тренер — Василь Андрійович Титар, "Заслужений тренер СРСР (1964). Освіта — Харківський державний педагогічний інститут ім. Г. С. Сковороди (1959).

## Життєпис
Закінчив Харківський державний педагогічний інститут імені Григорія Сковороди, факультет фізичного виховання (1962).
Чемпіон світу (Москва, 1962), XVIII Олімпійських ігор (Токіо, 1964), володар Кубка світу (м. Лодзь, Польща, 1965), бронзовий призер чемпіонатів Європи (1958) та світу (1966; обидва — у Празі, Чехословаччина). 1963 року у складі збірної Москви — чемпіон СРСР і переможець Спартакіади народів СРСР.
Виступав за спортивний клуб «Буревісник» (Харків, 1957—1962, 1964—1972), ЦСКА (Москва, 1962—1964).
Після закінчення ігрової кар'єри перейшов на тренерську роботу. Тренував команди «Буревісник» (Харків), СКА (Ростов-на-Дону), «Спартак» (Петропавловськ-Камчатський), «Автомобіліст» (Куйбишев). З 1977 (з перервами) був старшим тренером бєлгородських команд «Технолог» та «Білогір'я-Динамо».
У 1998 році як масажист у складі чоловічої збірної Росії їздив на чемпіонат світу в Японії, хоча фактично виконував роль наставника головного тренера росіян Геннадія Шипуліна.
У 1997 році за його ініціативою група молодих українських гравців (зокрема, Олександр Косарев) переїхала до Білгорода. Невдовзі вони змінили громадянство на російське. 
Помер 4 грудня 1998 року в Бєлгороді під час проведення тренування. Похований у Харкові, на 2-му міському кладовищі на вулиці Григорія Сковороди.